# Andaeschna timotocuica
Andaeschna timotocuica là loài chuồn chuồn trong họ Aeshnidae. Loài này được De Marmels miêu tả khoa học đầu tiên năm 1994.